# عملیات بغداد

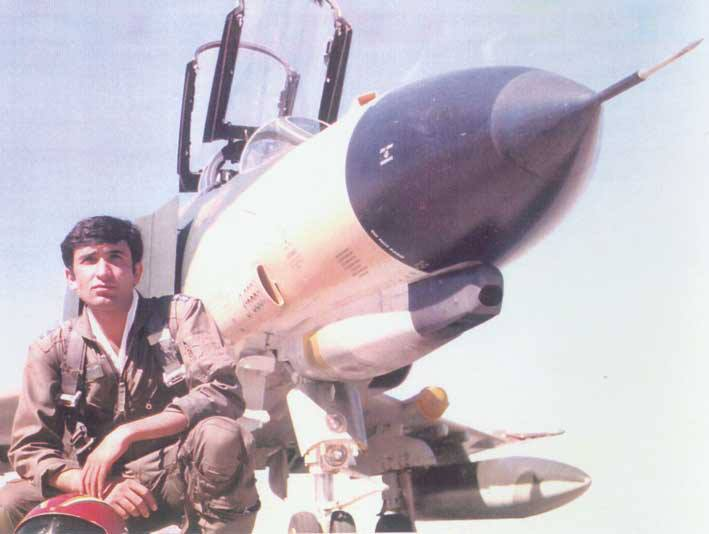
سرلشکر خلبان عباس دوران

عملیات بغداد نام عملیات نیروی هوایی ارتش جمهوری اسلامی ایران در خلال جنگ ایران و عراق در تاریخ ۳۰ تیرماه ۱۳۶۱ برفراز بغداد، پایتخت عراق، انجام شد. این عملیات با دو فروند فانتوم F-4E به منظور ناامن نشان دادن حریم هوایی بغداد با هدف جلوگیری از برگزاری اجلاسِ سرانِ جنبش عدم تعهد در بغداد انجام شد. در این عملیات خلبانان ایرانی موفق شدند پالایشگاه الدوره را با بمب‌های ام‌کی۸۲ بمباران کنند. هواپیمایی که محمود اسکندری و ناصر باقری آن را هدایت می‌کردند، هرچند مورد اصابت قرار گرفت، اما توانست به ایران بازگردد. اما، هواپیمای سرهنگ عباس دوران در نتیجه اصابت موشک رولند به شدت آسیب دید. کمک وی، منصور کاظمیان با چترِ نجات از هواپیما بیرون پرید، ولی عباس دوران با هواپیما در یکی از میدان‌های نزدیکِ هتل الرشید سقوط کرد و کشته شد.
با توجه به اینکه حریم هوایی بغداد توسط توپ ضدهوایی ۵۷ میلیمتریِ مجهز به رادار و نیز سامانه‌های موشکی سام ۲، سام ۳، سام ۶ و موشک رولند حفاظت می‌شد، ریسک عدم بازگشت از این پرواز ۸۵ تا ۹۰ درصد بود.

## زمینه
صدام حسین پیش از جنگ و در اجلاس سران عدم تعهد در هاوانا، میزبانیِ بغداد را برای اجلاس بعدی گرفته بود تا ژست یک صلح طلب را به نمایش بگذارد. او با ترسو خواندن خلبانانِ ایرانی گفته بود:
«هیچ خلبان ایرانی جرئت نزدیک شدن به آسمان بغداد برای برهم زدن اجلاس را ندارد.»
در حالی که تلاش‌های دیپلماتیک برای تغییر محل اجلاس عدم تعهد از سوی وزارت خارجه و دولت ایران در جریان بود، نیروی هوایی ارتش جمهوری اسلامی ایران در صدد انجام حملاتی به بغداد برآمد تا عدم امنیت این شهر برای برگزاری اجلاس را ثابت کند.

## طرح‌ریزی عملیات
طرح این عملیات در ۲۹ تیر ماه ۱۳۶۱ در پایگاه هوایی نوژه با حضور علیرضا یاسینی فرمانده عملیات پایگاه و محمود خضرایی فرمانده پایگاه نوژه به همراه شش خلبان مأمور به انجام عملیات شامل عباس دوران، محمود اسکندری، ناصر باقری ششدهی، اکبر توانگریان و خسروشاهی انجام شد.
باقری می‌گوید به علت اهمیت سیاسی عملیات و به منظور نمایش ناامن بودن آسمان بغداد، میزان خسارتی که به دشمن وارد می‌شد، مورد توجه نبود. بلکه مخازن پالایشگاه الدوره بغداد به عنوان هدف مورد نظر قرار گرفت، چون آتشِ ناشی از آن می‌توانست بُرد تبلیغاتیِ خوبی داشته باشد. طبق نقشه قرار شد ابتدا هواپیماها از جنوب بغداد بروند و بعد به سمت بغداد بچرخند و پالایشگاه را که حدود چهار، پنج کیلومتر با شهر فاصله داشت مورد هدف قرار دهند و سپس با عبور از روی شهر، به سمت ایران بازگردند.
بنا بر آن بود که هواپیماهای دوران و توانگریان، هواپیمای اصلی و هواپیمای اسکندری ذخیره باشد، تا در صورت بروز اشکال جایگزین شود.

## عملیات
در بامداد روز ۳۰ تیرماه ۱۳۶۱ سه تیم خلبانی سوار بر سه هواپیمای فانتوم F-4E شدند. هواپیمای توانگریان و خسروشاهی به جهت مشکل فنی نتوانست پرواز کند؛ بنابراین، هواپیمای اسکندری و باقری جایگزین آن شد. هواپیمای دوران و کاظمیان نیز دچار نقص فنی در دستگاه‌های سمت‌نما و حالت‌نما (INS) شده بود. با این حال، با توجه به روشن بودن هوا، دوران اصرار کرد که پرواز کند. تا نزدیک کرمانشاه هواپیمای اسکندری سردسته بود و سپس هواپیمای دوران سردسته شد.
دو هواپیما از جنوب ایلام وارد عراق شدند و هر چند در ارتفاع بسیار پایین، ما بین ۱۰ تا ۱۵ متر، پرواز می‌کردند، اما رادارها آنها را شناسایی کردند و یک فروند موشک سام ۷ به سوی آنها شلیک کردند، که به جهت سرعت زیاد هواپیما، اصابت نکرد و در هوا منفجر شد. بعد از عبور از جاده بغداد-بصره مشخص شد که عراقی‌ها آماده شده و آژیر کشیده‌اند. از پل جاده بغداد-بصره مجدداً هواپیمای اسکندری سردسته شد و دو هواپیما به سمت پالایشگاه الدوره چرخیدند.
از پُلِ جاده بغداد-بصره تا بغداد ۲۰ کیلومتر فاصله بود که سه دیوارهٔ آتش به عرض یک کیلومتر در آن مستقر بود. چون هواپیما محصول آمریکا بود، توانِ مقابله با موشک‌های سامِ ساخت شوروی را داشت و با ایجاد پارازیت نمی‌گذاشت که بر روی هواپیما قفل کنند. در اثر اصابت گلوله‌های ضدهوایی موتور راستِ هواپیمای دوران آتش گرفت. اما، هواپیماهای فانتوم در برابر موشک‌های رولند فرانسوی بی‌دفاع بود. پس از طی دیواره‌های آتش، یک موشک رولند از سمت راست به قسمت پُشتِ باکِ هواپیمای دوران اصابت کرد. اما هواپیما توانست به پالایشگاه برسد و بمب‌هایش را بریزد. حدود ده تا بیست ثانیه بعد، هواپیما آتش گرفت. کاظمیان می‌گوید «به شهید دوران گفتم آماده باش می‌خواهم به بیرون پرتابت کنم» و وی پاسخ داد «نه. من که گفته بودم نمی‌پرم، اگر می‌خواهی بپری، خودت بپر.» سپس قبل از آنکه کاظمیان بتواند اجکت کند، از هواپیما به بیرون پرتاب می‌شود. ممکن است دوران، وی را اجکت کرده باشد، یا آنکه به علت آتش‌سوزی راکت‌های زیر صندلی‌ها خود به خود عمل کرده باشد.
کاظمیان پس از بیرون پریدن بیهوش می‌شود و حدود ۸:۳۰ صبح به هوش می‌آید. یک مهرهٔ گردنِ وی آسیب دیده، مهره‌های کمرش و یکی از دنده‌های روی قلبش می‌شکند. عراقی‌ها دربارهٔ عباس دوران به وی می‌گویند «به بیرون نپریده‌است… او هواپیما را به سمت هتلی که قرار بود اجلاس عدم تعهد در آن تشکیل شود، هدایت کرده‌است».
منصور کاظمیان را به بیمارستانی در عراق منتقل می‌کنند و بلافاصله مصاحبه‌ای با وی را به صورت زنده از رادیو و تلویزیون عراق پخش می‌کنند. سپس وی را حدود ۱۵ روز مورد بازجویی قرار می‌دهند و سپس در استخبارات مدت ۴۵ روز شکنجه می‌کنند. اما وی نسبت به موضوع اجلاس اظهار بی اطلاعی می‌کند.
هواپیماهای اسکندری و باقری هم مورد اصابت تعداد زیادی گلوله ضدهوایی و نیز موشک رولند قرار گرفت. گلوله ضدهوایی به «کاناپی» کابین جلو برخورد کرد و از آنجا به کابین عقب آمد و در کابین عقب منفجر شد و باقری مجروح شد. اما این هواپیما توانست پس از بمباران پالایشگاه و اجرای مأموریت، به ایران بازگردد. فقط باقری در اثر انفجار گلوله از گردن و بازو دچار خونریزی شده بود.

## دستاورد
در اواسط ژوئیه ۱۹۸۲ بود که سازمان وحدت آفریقا هم اعلام کرد که بغداد محل مناسبی برای گردهمایی غیرمتعهدها نیست بعد از آن‌هم کوبا اعلام کرد کنفرانس سران در بغداد تشکیل نخواهد شد. پیشنهاد عراق برای میزبانی کنفرانس وزیران خارجه هم که قرار بود قبل از اجلاس سران برگزار شود، مورد استقبال قرار نگرفت. سرانجام در سپتامبر ۱۹۸۲ فیدل کاسترو طی نامه‌ای رسماً اعلام کرد که اجلاس بعدی در دهلی نو، هفتم مارس ۱۹۸۳ تشکیل خواهد شد و همه کشورهای عضو با این تصمیم موافقت کرده‌اند و بدین ترتیب شکست بزرگ سیاسی برای صدام رقم خورد.

## فیلم
بر اساس داستان آخرین روزهای زندگی عباس دوران و عملیات بغداد، دو فیلم سینمایی با نام‌های عبور از خط سرخ (سال ۱۳۷۴) و خلبان (سال ۱۳۷۶) به کارگردانی جمال شورجه ساخته شده‌است. جمال شورجه خالق صحنه کوبیدن هواپیما به هتل برگزاری کنفرانس سران غیرمتعهدها، به خبرگزاری مشرق نیوز می‌گوید: "هواپیمای شهید در یکی از میدان‌های اصلی بغداد سقوط کرد ولی ما این مهم را در فیلم این گونه نشان دادیم که شهید عباس دوران هواپیمای خود را به هتلی که کنفرانس غیرمتعهدها در آن برگزار شد کوبیده‌است!"